# Джонсон, Сидни
Сидни Б. Джонсон (англ. Sidney B. Johnson) — американский перетягиватель каната, чемпион летних Олимпийских игр 1904.
На Играх 1904 в Сент-Луисе Джонсон входил в состав первой команды США, которая заняла первое место и выиграла золотые медали.